# イクチオボド症
イクチオボド症（イクチオボドしょう、英語: ichtyobodosis）とは、Ichthyobodo necatorと呼ばれる鞭毛虫が体表やえらに寄生することを原因とする淡水魚の感染症。コスティア症（コスチア症）とも言う。亜熱帯地域から寒帯地域まで広い範囲で発症の可能性があるが、越冬期に感染が拡大しやすい。
感染すると酸素が多い場所を求めるようになるとともに、体表の灰白色化、粘液過多を引き起こす。治療にはホルマリンや過マンガン酸カリウム、食塩水による薬浴が有効とされる。